# Emilio Baena
Emilio Ruiz Baena (Pinos Puente, Granada, 16 de abril de 1933 - ibídem, 14 de febrero de 2013) fue un futbolista profesional de fútbol español que jugaba en la demarcación de centrocampista.

## Biografía
Baena debutó como jugador profesional a los 17 años con el Recreativo Granada, equipo desde el que pasó al Granada CF a la edad de 22 años.
El debut con el conjunto rojiblanco se produjo al final de la temporada 1954-55, frente al Real Club Deportivo Español. En la temporada 1957-58, aún formando parte del Granada CF, ascendió a Primera División, jugando un total de 35 partidos. Su carrera deportiva con el Granada terminó el 18 de noviembre de 1959 con una victoria ante la Real Sociedad en Los Cármenes tras una lesión de menisco que le apartó de la práctica profesional del fútbol. Llegó a jugar durante seis temporadas en el Granada.
A lo largo de su carrera deportiva pasó por el Recreativo Granada, el Granada CF (en Segunda y en Primera División), el Ceuta, el Real Jaén y por el Cartagena.
El 26 de abril de 2004 fue nombrado Hijo Predilecto del municipio de Pinos Puente por ser el "primer pinero que jugó en la Primera División del fútbol nacional, donde destacó por su clase, su elegancia con el balón y su compañerismo".

## Muerte
Baena falleció el 14 de febrero de 2013 en Pinos Puente a la edad de 79 años.

## Clubes
| Club               | País   | Año       | Partidos | Goles |
| ------------------ | ------ | --------- | -------- | ----- |
| Recreativo Granada | España | 1950-1955 |          |       |
| Granada CF         | España | 1955-1959 | 86       | 4     |
| CA Ceuta           | España | 1959      |          |       |
| Real Jaén          | España | 1959      |          |       |
| Cartagena FC       | España | 1959      |          |       |
| CA Ceuta           | España | 1963-1964 | 21       | 0     |